# 団野雅子
団野雅子（だんの まさこ、1952年10月31日 - ）は、山梨県在住の日本画家、現代美術家。
自然をテーマに、和紙の上に日本画の手法で書かれた抽象画、掛け軸、屏風などを主な作品とする。
日本画の伝統を引き継ぎながらも、モダンな和を表現する作風は『和の現代美術』と称される。
作品は山梨の自然に囲まれたアトリエで、窓辺に座して内なる自然と外なる自然の声を聞き作成している。

## 来歴
1972年 女子美術大学芸術学科卒業。
大阪出身だが、山梨に移住し生活の拠点としている。
定期的に行う国内の個展が中心だが、2000年にベルリンで開催された日独交流展への出展以降
ロサンジェルス、ソウル、広州など様々な国外展覧会に出展し、文化交流も盛んである。
美術教師の資格があり、現在も障がい者支援としてボランティアでワークショップを開催している。

## 個展
- 1975 - 1980： 真木画廊・田村画廊 （東京）
- 1976： ギャラリー白樺 （銀座）
- 1998 - 2000： ギャラリー人 （東京）
- 2000 - 2004： ギャラリーリヒトブリック （ベルリン）
- 2003： セーゲンス教会 （ベルリン）
- 2007： 山梨県立美術館 ギャラリーエコー企画
- 2008 - 2011： 不二画廊（大阪） / 法隆寺画廊（奈良）
- 2010： 大洞ギャラリー　チャンオン （韓国）
- 2000 - 2012： ギャラリーゴトウ （銀座）

## グループ展
- 1970： 現代美術展 （東京都美術館）
- 1994： 第24回現代アーチストセンター展 （東京都美術館）
- 1995： 日中交流展 （山梨県立美術館）
- 1996 - 2007： プラクティス （山梨県立美術館）
- 1996： 第45回モダンアート展 （東京都美術館）
- 2000： 日独交流展　Gallery O.T.B （ベルリン）
- 2004： 原風景 （東京都美術館）
- 2007： 日米交流展 （東京都美術館）
- 2009： LA ART CORE （ロサンジェルス）
- 2009： ソウルインターナショナルアートフェスティバル
- 2009： ハーボンギャラリー （ソウル）
- 2010： 日韓交流エコアート展 （山梨県立美術館）
- 2011： 日中韓交流展
- 2011：  美林美術館 （広州中国）